# Chicago Cubs
Chicago Cubs – amerykańska drużyna baseballowa grająca w centralnej dywizji National League. Ma siedzibę w Chicago w stanie Illinois. Trzykrotny zwycięzca w World Series. Cubs są określani przez fanów i media jako The North Siders, ponieważ stadion Wrigley Field mieści się w północnej części miasta Chicago; inny przydomek zespołu to The Cubbies.

## Historia

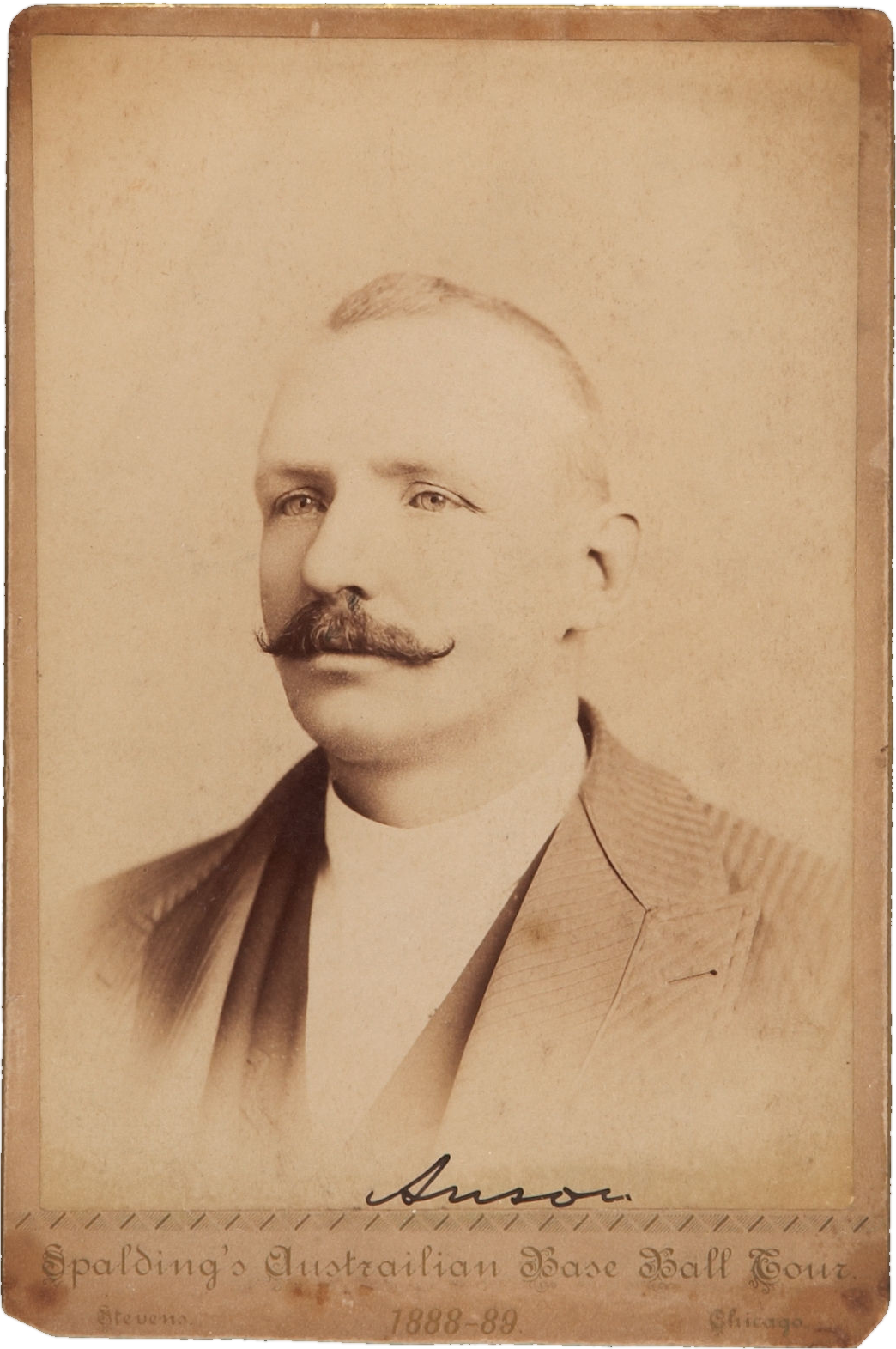
Cap Anson – zawodnik i menadżer Chicago White Stockings/Colts w latach 1876–1897.

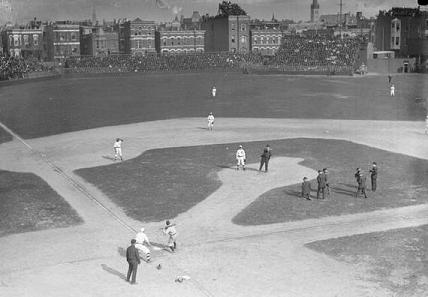
Stadion West Side Grounds.

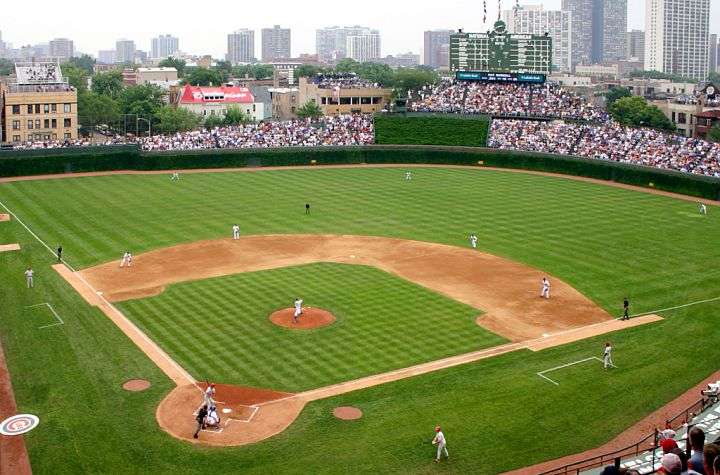
Wrigley Field.

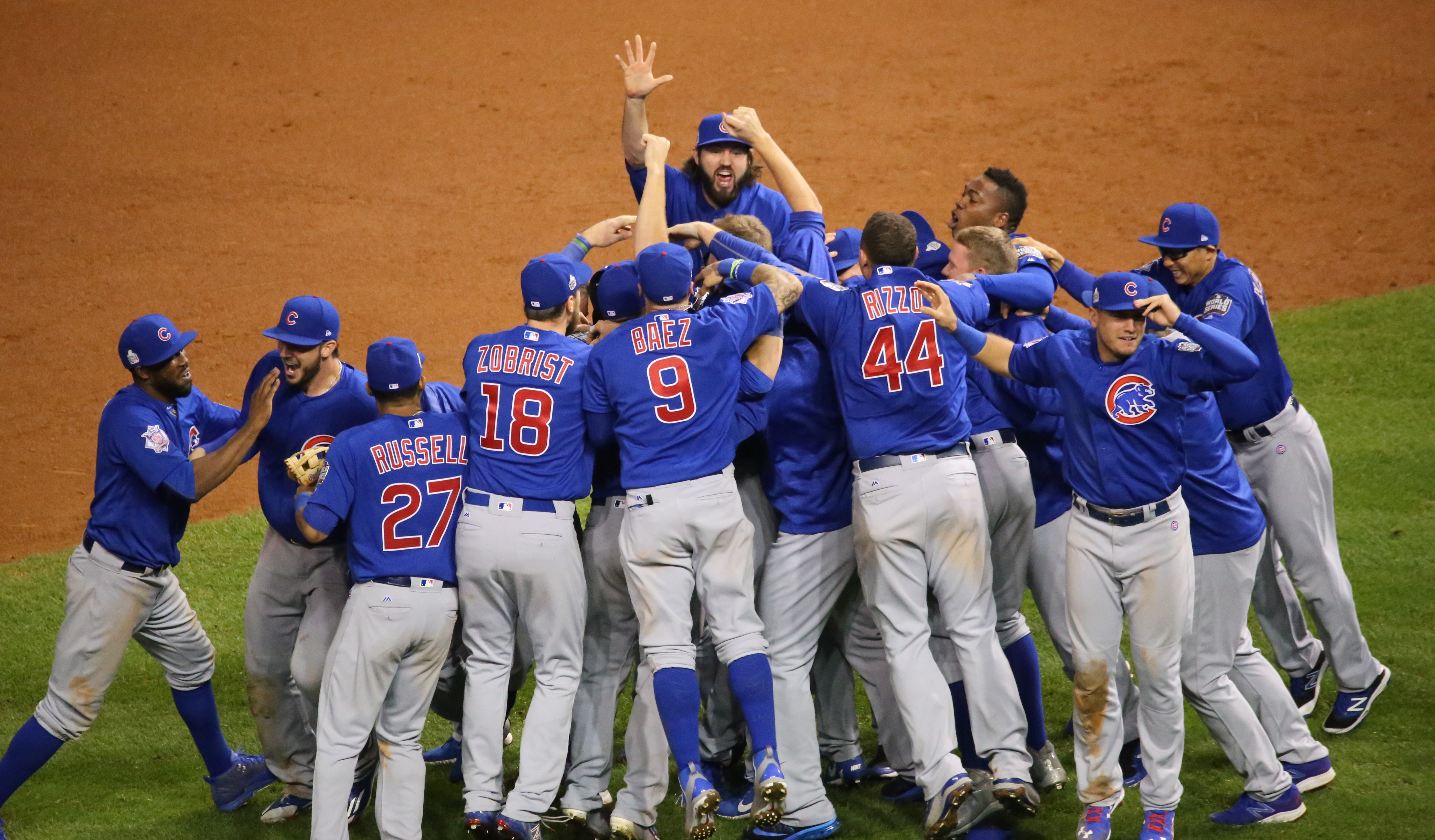
Zawodnicy Chicago Cubs celebrujący zwycięstwo w meczu numer 7 World Series 2016 i zdobycie pierwszego od 1908 roku tytułu mistrzowskiego.

Klub powstał w 1870 roku jako Chicago White Stockings. W 1876 wstąpił w szeregi nowo powstałej National League jako jeden z ośmiu zespołów. W latach 1880–1882 White Stockings zdobywali mistrzostwo ligi, zaś w 1885 i 1886 uzyskiwali awans do World Series, w których mierzyły się mistrz National League i American Association; w pierwszych z nich White Stockings zremisowali z St. Louis Browns 3–3–1, w kolejnych ulegli tej samej drużynie 2–4. W 1890 klub zmienił nazwę na Chicago Colts. 29 czerwca 1897 w meczu przeciwko Louisville Colonels, Colts zdobyli 36 runów co do dziś jest rekordem w Major League Baseball. Od 1898 do 1902 zespół występował pod nazwą Chicago Colts by ostatecznie w 1902 roku przyjąć przydomek Cubs.
W 1907 i 1908 zespół zdobywał mistrzowski tytuł, po pokonaniu w World Series dwukrotnie Detroit Tigers 4–0 i 4–1. Od momentu przystąpienia do National League zespół w roli gospodarza występował na kilku stadionach: 23rd Street Grounds (1876–77), Lakefront Park (1878–1884), West Side Park (1885–1891), South Side Park (1891–1893), West Side Grounds (1893–1915). W kwietniu 1914 oddano do użytku nowy obiekt Weeghman Field, który w późniejszym okresie nosił nazwę Cubs Park (1920–1926); od 1926 znany jako Wrigley Field. Od 1910 do 1945 Cubs grali w World Series siedmiokrotnie, we wszystkich przegrywając. 18 maja 1947 w meczu przeciwko Brooklyn Dodgers zanotowano rekord frekwencji; spotkanie obejrzało 46 572 widzów.
22 października 2016 Cubs, pokonując Los Angeles Dodgers w szóstym meczu NLCS, zdobyli pierwsze od 1945 roku mistrzostwo National League. 2 listopada 2016 Cubs wygrali siódme spotkanie po dziesięciu zmianach z Cleveland Indians i zdobyli pierwszy od 108 lat tytuł World Series.

## Sukcesy
| Tytuł                                               | Liczba | Rok                                                                                                  |
| --------------------------------------------------- | ------ | --- |
| World Series                                        | 3      | 1907, 1908, 2016                                                                                     |
| National League National League Championship Series | 17     | 1870, 1876, 1880, 1881, 1882, 1885, 1886, 1906, 1908, 1910, 1918, 1929, 1932, 1935, 1938, 1945, 2016 |
| National League East Division                       | 2      | 1984, 1989                                                                                           |
| National League Central Division                    | 5      | 2003, 2007, 2008, 2016, 2017                                                                         |

## Zastrzeżone numery
Od 1997 numer 42 zastrzeżony jest przez całą ligę ku pamięci Jackie Robinsona, który jako pierwszy Afroamerykanin przełamał bariery rasowe w Major League Baseball.
| Ron Santo 3B: 1960–1973 Zastrzeżony 28 września 2003 | Ernie Banks SS, 1B: 1953–1971 Zastrzeżony 22 sierpnia 1982 | Ryne Sandberg 2B: 1982–1994 1996–1997 Zastrzeżony 28 sierpnia 2005 | Billy Williams OF: 1959–1974 Zastrzeżony 13 sierpnia 1987 | Ferguson Jenkins P: 1966–1973 1982–1983 Zastrzeżony 3 maja 2009 | Greg Maddux P: 1986–1992 2004–2006 Zastrzeżony 3 maja 2009 | Jackie Robinson W całej MLB Zastrzeżony 15 kwietnia 1997 |

## Ciekawostki
- W 2015 roku minęło 107 lat od poprzedniego zwycięstwa Cubs w World Series. Była to najdłuższa passa bez mistrzostwa we wszystkich amerykańskich ligach zawodowych[21].

- Najbardziej przesądni kibice Cubs za przyczynę tych niepowodzeń uznawali tzw. „Klątwę Kozła” (ang. Curse of the Billy Goat). Podczas World Series w 1945 roku zagorzały kibic Cubs Billy Sianis, przyszedł na mecz swojej ulubionej drużyny z kozłem. W trakcie rozgrywki został jednak wyrzucony z trybun z powodu nieprzyjemnego zapachu jaki wydzielał kozioł. Zbulwersowany tym faktem Sianis miał rzucić na klub klątwę uniemożliwiającą Cubs dotarcie do finałów MLB. Mistrzostwo roku 1945 przypadło Detroit Tigers, którzy ostatecznie pokonali „The Cubbies” 4–3[22].

- „Klątwa Kozła” została przełamana w 2016, kiedy po 108 latach Cubs zdobyli tytuł World Series pokonując Cleveland Indians 4–3 w serii best-of-seven[23].